# Algérie aux Jeux olympiques d'été de 2020
L'Algérie participe aux Jeux olympiques d'été de 2020 à Tokyo au Japon du 23 juillet au 8 août 2021. Il s'agit de sa 14e participation à des Jeux d'été, soit toutes les éditions depuis 1964 à l'exception des Jeux olympiques d'été de 1976 pour cause de boycott africain.
Le Comité international olympique autorise à partir de ces Jeux à ce que les délégations présentent deux porte-drapeaux, une femme et un homme, pour la cérémonie d'ouverture. Le boxeur Mohamed Flissi et la nageuse Amel Melih sont nommés porte-drapeaux de la délégation algérienne par le Comité olympique algérien le 13 juillet 2021.

## Nombre d'athlètes qualifiés par sport
Voici la liste des qualifiés et sélectionnés algériens par sport  :
| Sport           | Hommes | Femmes | Total |
| --------------- | ------ | ------ | ----- |
| Athlétisme      | 7      | 1      | 8     |
| Aviron          | 2      | 0      | 2     |
| Boxe            | 5      | 3      | 8     |
| Canoë-kayak     | 0      | 1      | 1     |
| Cyclisme        | 2      | 0      | 2     |
| Escrime         | 2      | 2      | 4     |
| Haltérophilie   | 1      | 0      | 1     |
| Judo            | 1      | 1      | 2     |
| Lutte           | 8      | 0      | 8     |
| Natation        | 1      | 2      | 3     |
| Tennis de table | 1      | 0      | 1     |
| Tir             | 0      | 1      | 1     |
| Voile           | 1      | 1      | 2     |
| Total           | 31     | 12     | 43    |

## Athlétisme

### Hommes
| Athlète             | Compétition              | Série       | Série   | Demi-finales | Demi-finales | Finales     | Finales |
| Athlète             | Compétition              | Performance | Rang    | Performance  | Rang         | Performance | Rang    |
| ------------------- | ------------------------ | ----------- | ------- | ------------ | ------------ | ----------- | ------- |
| Djamel Sedjati      | 800 m masculin           | DNS         | Forfait | Éliminé      | Éliminé      | Éliminé     | Éliminé |
| Yassine Hathat      | 800 m masculin           | 1.46.20     | 5       | -            | -            | -           | -       |
| Taoufik Makhloufi   | 1 500 m masculin         | DNS         | Forfait | Éliminé      | Éliminé      | Éliminé     | Éliminé |
| Hichem Bouchicha    | 3 000 m steeple masculin | 8.44.75     | 15      | -            | -            | -           | -       |
| Bilal Tabti         | 3 000 m steeple masculin | DNS         | Forfait | Éliminé      | Éliminé      | Éliminé     | Éliminé |
| Abdelmalik Lahoulou | 400 m haies              | 48.83 SB    | 3 Q     | 49.14        | 5            | Éliminé     | Éliminé |
| Yasser Triki        | Triple saut              | 17.05       | 5 Q     | 17.42        | 4 Q          | 17.43 NR    | 5       |

### Femmes
| Athlète         | Compétition         | Séries      | Séries | Demi-finales | Demi-finales | Finale      | Finale |
| Athlète         | Compétition         | Performance | Rang   | Performance  | Rang         | Performance | Rang   |
| --------------- | ------------------- | ----------- | ------ | ------------ | ------------ | ----------- | ------ |
| Loubna Benhadja | 400 m haies féminin | 57.19 PB    | 8      | -            | -            | -           | -      |

## Aviron
Légende: FA = finale A (médaille) ; FB = finale B (pas de médaille) ; FC = finale C (pas de médaille) ; FD = finale D (pas de médaille) ; FE = finale E (pas de médaille) ; FF = finale F (pas de médaille) ; SA/B = demi-finales A/B ; SC/D = demi-finales C/D ; SE/F = demi-finales E/F ; QF = quarts de finale; R= repêchage
| Athlète         | Compétition                | Séries  | Séries | Repêchage | Repêchage | Quarts de finale | Quarts de finale | Demi-finales | Demi-finales | Finale  | Finale  |
| Athlète         | Compétition                | Temps   | Rang   | Temps     | Rang      | Temps            | Rang             | Temps        | Rang         | Temps   | Rang    |
| --------------- | -------------------------- | ------- | ------ | --------- | --------- | ---------------- | ---------------- | ------------ | ------------ | ------- | ------- |
| Sid Ali Boudina | deux de couple poids léger | 6.57.32 | 6      | 7.12.08   | 6         | Eliminé          | Eliminé          | Eliminé      | Eliminé      | Eliminé | Eliminé |
| Kamel Aït Daoud | deux de couple poids léger | 6.57.32 | 6      | 7.12.08   | 6         | Eliminé          | Eliminé          | Eliminé      | Eliminé      | Eliminé | Eliminé |

## Boxe

### Hommes
| Athlète              | Catégorie             | 1/16e de finale     | 1/8 de finale                   | Quart de finale     | Demi finale         | Finale              | Finale  |
| Athlète              | Catégorie             | Adversaire Résultat | Adversaire Résultat             | Adversaire Résultat | Adversaire Résultat | Adversaire Résultat | Rang    |
| -------------------- | --------------------- | ------------------- | ------------------------------- | ------------------- | ------------------- | ------------------- | ------- |
| Mohamed Flissi       | Mouches (-52 kg)      | Exempté             | Battu par Paalam 0 - 5          | Éliminé             | Éliminé             | Éliminé             | Éliminé |
| Younes Nemouchi      | Moyens (-75 kg)       | Bat Ssemujju 5 - 0  | Battu par Marcial TKO1          | Éliminé             | Éliminé             | Éliminé             | Éliminé |
| Mohamed Houmri       | Mi-lourds (-81 kg)    | Bat Kenosi 5 - 0    | Battu par López 0 - 5           | Éliminé             | Éliminé             | Éliminé             | Éliminé |
| Abdelhafid Benchabla | Lourds (-91 kg)       | Bat Tursunov 4 - 1  | Battu par Gadzhimagomedov 0 - 5 | Éliminé             | Éliminé             | Éliminé             | Éliminé |
| Chouaib Bouloudinat  | Super-lourds (+91 kg) | Exempté             | Battu par Torrez 0 - 5          | Éliminé             | Éliminé             | Éliminé             | Éliminé |

### Femmes
| Athlète          | Catégorie        | 1/16e de finale          | 1/8 de finale               | Quart de finale             | Demi finale         | Finale              | Finale  |
| Athlète          | Catégorie        | Adversaire Résultat      | Adversaire Résultat         | Adversaire Résultat         | Adversaire Résultat | Adversaire Résultat | Rang    |
| ---------------- | ---------------- | ------------------------ | --------------------------- | --------------------------- | ------------------- | ------------------- | ------- |
| Romaïssa Boualem | Mouches (-51 kg) | Battue par Jitpong 0 - 5 | Eliminé                     | Eliminé                     | Eliminé             | Eliminé             | Eliminé |
| Imane Khelif     | Légers (-60 kg)  | Exempté                  | Bat Homrani Zayani 5 - 0    | Battue par Harrington 0 - 5 | Eliminé             | Eliminé             | Eliminé |
| Ichrak Chaib     | Moyens (-70 kg)  | Exempté                  | Battue par Pooja Rani 0 - 5 | Eliminé                     | Eliminé             | Eliminé             | Eliminé |

## Canoë-kayak
| Athlète      | Compétition | Séries   | Séries | Quarts de finale | Quarts de finale | Demi-finales | Demi-finales | Finale  | Finale  |
| Athlète      | Compétition | Temps    | Rang   | Temps            | Rang             | Temps        | Rang         | Temps   | Rang    |
| ------------ | ----------- | -------- | ------ | ---------------- | ---------------- | ------------ | ------------ | ------- | ------- |
| Amira Kheris | K1 – 200 m  | 48.306   | 7      | 49.412           | 8                | Eliminé      | Eliminé      | Eliminé | Eliminé |
| Amira Kheris | K1 – 500 m  | 2.13.627 | 7      | 2.07.548         | 6                | Eliminé      | Eliminé      | Eliminé | Eliminé |

## Cyclisme

### Cyclisme sur route
Hommes 
| Athlète                        | Compétition      | Temps   | Rang |
| ------------------------------ | ---------------- | ------- | ---- |
| Youcef Reguigui Hamza Mansouri | Course en ligne  | Abandon | -    |
| Azzedine Lagab                 | Course en ligne  | Abandon | -    |
| Azzedine Lagab                 | Contre-la-montre | 1.05.04 | 36   |

## Escrime
|                  | Compétition        | 1/32 de finale   | 1/16 de finale   | 1/8 de finale    | Quarts de finale | Demi-finales     | Match pour la médaille de bronze Matchs de classement 5-8 | Match pour la médaille de bronze Matchs de classement 5-8 | Finale  | Finale  |
| Adversaire Score | Compétition        | Adversaire Score | Adversaire Score | Adversaire Score | Adversaire Score | Adversaire Score | Rang                                                      | Adversaire Score                                          | Rang    |         |
| ---------------- | ------------------ | ---------------- | ---------------- | ---------------- | ---------------- | ---------------- | --------------------------------------------------------- | --------------------------------------------------------- | ------- | ------- |
| Salim Heroui     | Fleuret individuel | Mylkinov15-6     | Eliminé          | Eliminé          | Eliminé          | Eliminé          | Eliminé                                                   | Eliminé                                                   | Eliminé | Eliminé |
| Akram Bounabi    | Sabre individuel   | Streets 15-9     | Eliminé          | Eliminé          | Eliminé          | Eliminé          | Eliminé                                                   | Eliminé                                                   | Eliminé | Eliminé |

| Athlète                   | Compétition        | 1/32 de finale   | 1/16 de finale   | 1/8 de finale    | Quarts de finale | Demi-finales     | Match pour la médaille de bronze Matchs de classement 5-8 | Match pour la médaille de bronze Matchs de classement 5-8 | Finale           | Finale  |
| Athlète                   | Compétition        | Adversaire Score | Adversaire Score | Adversaire Score | Adversaire Score | Adversaire Score | Adversaire Score                                          | Rang                                                      | Adversaire Score | Rang    |
| ------------------------- | ------------------ | ---------------- | ---------------- | ---------------- | ---------------- | ---------------- | --------------------------------------------------------- | --------------------------------------------------------- | ---------------- | ------- |
| Meriem Mebarki            | Fleuret individuel | Patszor 15-8     | Eliminé          | Eliminé          | Eliminé          | Eliminé          | Eliminé                                                   | Eliminé                                                   | Eliminé          | Eliminé |
| Kaouther Mohamed Belkebir | Sabre individuel   | Yang Hengyu 15-1 | Eliminé          | Eliminé          | Eliminé          | Eliminé          | Eliminé                                                   | Eliminé                                                   | Eliminé          | Eliminé |

## Haltérophilie
| Athlète      | Compétition | Arraché  | Arraché | Épaulé-jeté | Épaulé-jeté | Total | Rang |
| Athlète      | Compétition | Résultat | Rang    | Résultat    | Rang        | Total | Rang |
| ------------ | ----------- | -------- | ------- | ----------- | ----------- | ----- | ---- |
| Walid Bidani | (+109 kg)   |          |         |             |             |       |      |

## Judo
Le judoka Fethi Nourine annonce son forfait le jour de son premier combat pour ne pas combattre contre l'Israélien Tohar Butbul au deuxième tour.
| Athlète       | Compétition    | 1/32 de finale       | 1/16 de finale      | 1/8 de finale       | Quarts de finale    | Demi-finales        | Repêchage 1         | Repêchage 2         | Finale              | Finale  |
| Athlète       | Compétition    | Adversaire Résultat  | Adversaire Résultat | Adversaire Résultat | Adversaire Résultat | Adversaire Résultat | Adversaire Résultat | Adversaire Résultat | Adversaire Résultat | Rang    |
| ------------- | -------------- | -------------------- | ------------------- | ------------------- | ------------------- | ------------------- | ------------------- | ------------------- | ------------------- | ------- |
| Fethi Nourine | Moins de 73 kg | Abdalarasool Forfait | Eliminé             | Eliminé             | Eliminé             | Eliminé             | Eliminé             | Eliminé             | Eliminé             | Eliminé |

| Athlète       | Compétition   | 1/16 de finale      | 1/8 de finale       | Quarts de finale    | Demi-finales        | Repêchage 1         | Repêchage 2         | Finale              | Finale  |
| Athlète       | Compétition   | Adversaire Résultat | Adversaire Résultat | Adversaire Résultat | Adversaire Résultat | Adversaire Résultat | Adversaire Résultat | Adversaire Résultat | Rang    |
| ------------- | ------------- | ------------------- | ------------------- | ------------------- | ------------------- | ------------------- | ------------------- | ------------------- | ------- |
| Sonia Asselah | Plus de 78 kg | Kalanina 10-00      | Eliminé             | Eliminé             | Eliminé             | Eliminé             | Eliminé             | Eliminé             | Eliminé |

## Karaté
| Athlète      | Compétition   | Huitièmes de finale | Quart de finale     | Demi-finale         | Repêchage           | Finale              | Finale  |
| Athlète      | Compétition   | Adversaire Résultat | Adversaire Résultat | Adversaire Résultat | Adversaire Résultat | Adversaire Résultat | Rang    |
| ------------ | ------------- | ------------------- | ------------------- | ------------------- | ------------------- | ------------------- | ------- |
| Lamya Matoub | Plus de 61 kg | 5éme Place          | Eliminé             | Eliminé             | Eliminé             | Eliminé             | Eliminé |

## Lutte
| Athlète             | Compétition     | Qualification       | Huitièmes de finale         | Quarts de finale    | Demi-finales        | Repêchage 1         | Repêchage 2         | Finale              | Finale  |
| Athlète             | Compétition     | Adversaire Résultat | Adversaire Résultat         | Adversaire Résultat | Adversaire Résultat | Adversaire Résultat | Adversaire Résultat | Adversaire Résultat | Rang    |
| ------------------- | --------------- | ------------------- | --------------------------- | ------------------- | ------------------- | ------------------- | ------------------- | ------------------- | ------- |
| Lutte libre         |                 |                     |                             |                     |                     |                     |                     |                     |         |
| Abdelhak Kherbache  | Moins de 57 kg  | Exempt              | Battu par Vangelov 11-0     | Eliminé             | Eliminé             | Eliminé             | Eliminé             | Eliminé             | Eliminé |
| Fateh Benferdjallah | Moins de 86 kg  | Exempt              | Battu par Reichmut 6-2      | Eliminé             | Eliminé             | Eliminé             | Eliminé             | Eliminé             | Eliminé |
| Mohamed Fardj       | Moins de 97 kg  | Exempt              | Battu par Yergali 0-0       | Eliminé             | Eliminé             | Eliminé             | Eliminé             | Eliminé             | Eliminé |
| Djahid Berrahal     | Moins de 125 kg | Exempt              | Battu par Shala 6-0 (Tombé) | Eliminé             | Eliminé             | Eliminé             | Eliminé             | Eliminé             | Eliminé |

| Athlète             | Compétition    | Qualification            | Huitièmes de finale  | Quarts de finale       | Demi-finales        | Repêchage 1         | Repêchage 2         | Finale              | Finale  |
| Athlète             | Compétition    | Adversaire Résultat      | Adversaire Résultat  | Adversaire Résultat    | Adversaire Résultat | Adversaire Résultat | Adversaire Résultat | Adversaire Résultat | Rang    |
| ------------------- | -------------- | ------------------------ | -------------------- | ---------------------- | ------------------- | ------------------- | ------------------- | ------------------- | ------- |
| Lutte gréco-romaine |                |                          |                      |                        |                     |                     |                     |                     |         |
| Abdelkarim Fergat   | Moins de 60 kg | Exempt                   | Battu par Fumita 8-0 | Eliminé                | Eliminé             | Eliminé             | Eliminé             | Eliminé             | Eliminé |
| Abdelmalek Merabet  | Moins de 67 kg | Battu par Ryu Han-su 8-0 | Eliminé              | Eliminé                | Eliminé             | Eliminé             | Eliminé             | Eliminé             | Eliminé |
| Bachir Sid Azara    | Moins de 87 kg | Exempt                   | Bat Peng 11-1        | Battu par Beleniuk 1-1 | Eliminé             | Eliminé             | Eliminé             | Eliminé             | Eliminé |
| Adem Boudjemline    | Moins de 97 kg | Exempt                   | Battu par Saravi 9-0 | Eliminé                | Eliminé             | Eliminé             | Eliminé             | Eliminé             | Eliminé |

## Natation

### Natation sportive
| Athlète          | Épreuve          | Séries | Séries | Demi-finales | Demi-finales | Finale  | Finale  |
| Athlète          | Épreuve          | Temps  | Rang   | Temps        | Rang         | Temps   | Rang    |
| ---------------- | ---------------- | ------ | ------ | ------------ | ------------ | ------- | ------- |
| Oussama Sahnoune | 50 m nage libre  | 22.61  | 8      | Eliminé      | Eliminé      | Eliminé | Eliminé |
| Oussama Sahnoune | 100 m nage libre | 49.65  | 8      | Eliminé      | Eliminé      | Eliminé | Eliminé |

| Athlète         | Épreuve         | Séries | Séries | Demi-finales | Demi-finales | Finale  | Finale  |
| Athlète         | Épreuve         | Temps  | Rang   | Temps        | Rang         | Temps   | Rang    |
| --------------- | --------------- | ------ | ------ | ------------ | ------------ | ------- | ------- |
| Amel Melih      | 50 m nage libre | 25.77  | 4      | Eliminé      | Eliminé      | Eliminé | Eliminé |
| Souad Cherouati | 10 km eau libre | -      | -      | -            | -            | 2h17.21 | 25      |

## Tennis de table
| Athlète(s) (numéro de tête de série) | Compétition | Tour préliminaire | 1er tour         | 2e tour          | 3e tour          | 4e tour          | Quarts de finale | Demi-finales     | Finale           | Finale |
| Athlète(s) (numéro de tête de série) | Compétition | Adversaire Score  | Adversaire Score | Adversaire Score | Adversaire Score | Adversaire Score | Adversaire Score | Adversaire Score | Adversaire Score | Rang   |
| ------------------------------------ | ----------- | ----------------- | ---------------- | ---------------- | ---------------- | ---------------- | ---------------- | ---------------- | ---------------- | ------ |
| Larbi Bouriah                        | Simple      | exempt            | Majoros          |                  |                  |                  |                  |                  |                  |        |

## Tir
| Athlète      | Compétition                  | Qualification | Qualification | Finale | Finale |
| Athlète      | Compétition                  | Points        | Rang          | Points | Rang   |
| ------------ | ---------------------------- | ------------- | ------------- | ------ | ------ |
| Houda Chaabi | Pistolet à 10 m air comprimé | 619.5         | 39e           | -      | -      |

## Voile
| Athlète      | Compétition | Régate 1 | Régate 2 | Régate 3 | Régate 4 | Régate 5 | Régate 6 | Régate 7 | Régate 8 | Régate 9 | Régate 10 | Régate 11 | Régate 12 | Total net | Total net | Medal Race | Total | Rang |
| Athlète      | Compétition | Score    | Score    | Score    | Score    | Score    | Score    | Score    | Score    | Score    | Score     | Score     | Score     | Score     | Rang      | Score      | Total | Rang |
| ------------ | ----------- | -------- | -------- | -------- | -------- | -------- | -------- | -------- | -------- | -------- | --------- | --------- | --------- | --------- | --------- | ---------- | ----- | ---- |
| Hamza Bouras | RS:X        | 21       | 23       | 24       | 25       | 26       | 18       | 25       | 24       | 25       | 25        | 25        | 25        | 260       | 25        | EL         |       |      |

| Athlète        | Compétition | Régate 1 | Régate 2 | Régate 3 | Régate 4 | Régate 5 | Régate 6 | Régate 7 | Régate 8 | Régate 9 | Régate 10 | Régate 11 | Régate 12 | Total net | Total net | Medal Race | Total | Rang |
| Athlète        | Compétition | Score    | Score    | Score    | Score    | Score    | Score    | Score    | Score    | Score    | Score     | Score     | Score     | Score     | Rang      | Score      | Total | Rang |
| -------------- | ----------- | -------- | -------- | -------- | -------- | -------- | -------- | -------- | -------- | -------- | --------- | --------- | --------- | --------- | --------- | ---------- | ----- | ---- |
| Amina Berrichi | RS:X        | 23       | 26       | 24       | 28       | 28       | 26       | 27       | 27       | 28       | 27        | 26        | 27        | 289       | 27        | EL         |       |      |